# زيت الثعبان

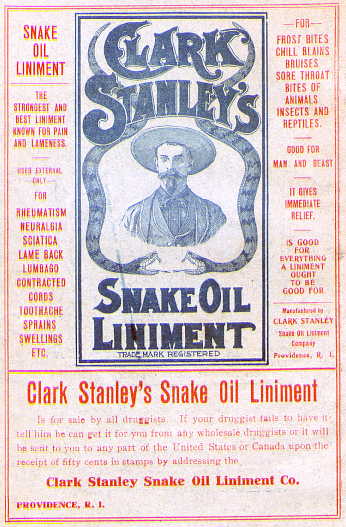
زيت الثعبان من كلارك استانلي

زيت الثعبان هو كناية عن التسويق المخادع. يشير إلى الزيت المعدني ذو الأساس البترولي أو «زيت الثعبان» الذي كان يُباع على أنه إكسير علاجي شامل للعديد من المشاكل الفيزيولوجية. روّج العديد من أصحاب المشاريع في الولايات الأمريكية في القرن التاسع عشر وفي أوروبا في القرن الثامن عشر وباعوا الزيت المعدني (غالبًا ما يُمزج مع أعشاب وتوابل ومركبات منزلية متعددة فعالة وغير فعالة (سواغية)، لكنها لا تحتوي على مادة مشتقة من الثعبان على الإطلاق) على أنه «مروخ زيت الثعبان»، مقدمين ادعاءات غير مقنعة حول فعاليته بأنه باناسيا (أو دواء شافي). باع ويليام روكفلر سينيور «زيت البترول (حرفيًا: زيت الصخر)» كعلاج للسرطان دون الإشارة إلى الثعابين. كانت الأدوية المزيفة التي زُعم بأنها باناسيا شائعة بشكل كبير من القرن الثامن عشر حتى القرن العشرين، تحديدًا بين البائعين الذين يخفون المخدرات المسببة للإدمان مثل الكوكايين والأمفيتامين والكحول والأفيون وخلائط أو إكسيرات أساسها الأفيون، لتباع في العروض الطبية  على أنها دواء أو منتجات لتحسين الصحة.
في الطب الصيني التقليدي، هو دواء يَستخدم الدهون المُستخلصة من أفعى الماء الصينية. هو من أنواع مُحمّرات الجلد أو المراهم ويطبق موضعيًا ليخفف الألم الجسدي البسيط. استُخدم في الطب الصيني التقليدي لقرون عدة، وهو دواء شائع نسبيًا يوصف من قِبل الأطباء الذين يستندون إلى ممارسات الطب الصيني التقليدي. كانت فعاليته كدواء مصدرَ جدلٍ تاريخي في العالم الغربي، إذ أن هناك الكثير من الالتباس حول أصله وتكوينه بالنظر إلى حُكم محكمة المقاطعة في الولايات المتحدة ضد كلارك ستانلي.

## التاريخ

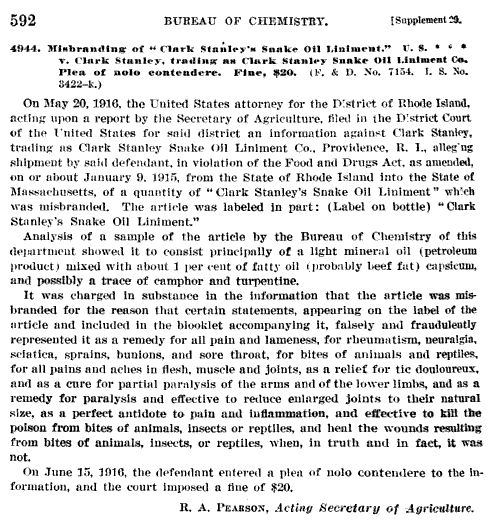
نص قرار المحكمة الجزئية الأمريكية لولاية رود آيلاند عام 1917، تغريم كلارك استانلي 20 دولار لإساءة الترويج لزيت الثعبان "من كلارك استانلي"

كان العمال الصينيين من مجموعات السكك الحديدية التي اشتركت في بناء أول سكة حديدية تربط بين القارات هم أول من أعطوا زيت الثعبان لزملائهم، كعلاج شعبي تقليدي في الطب الصيني القديم، في علاج آلام المفاصل مثل التهاب المفاصل والالتهاب الكيسي. عند تدليكه على الجلد في المكان المتألم، زعم بأن زيت الثعبان يخفف الألم. وكان هذا الزعم محط سخرية من باعة الطب المنافس. وفي هذا الوقت، أصبح زيت الثعبان اسم عام لكثير من المركبات لتسويقها باعتبارها علاج شامل أو العلاجات المعجزة التي كانت مكوناتها سرية، مجهولة الهوية، أو غير واضحة الصورة ومعظمها خاملة أو غير فعالة.
نشأت العلاجات غير معروفة التركيب في إنجلترا، حيث تم الاعتراف بإكسير ريتشارد ستوكتون في عام 1712. بينما لم يكن هناك تنظيم في الولايات المتحدة بشأن سلامة وفعالية الأدوية حتى قانون عام 1906 للأغذية و الدواء. ونادرا ما امتلك العديد من باعة الطب أو الشركات المصنعة المهارات الكافية في الكيمياء التحليلية لتحليل محتويات زيت الثعبان، والذي أصبح النموذج الأصلي للخدع القديمة. أصبح بائع زيت الثعبان شخصية داعمة في الأفلام الغربية: «طبيب» متجول مع شهادات غير موثوق فيها، ويبيع الأدوية مع ضجة تسويقية كبيرة، وغالبا ما يدعمها بأدلة علمية زائفة. ولزيادة المبيعات يوجد شريك بين الحشد يشهد بفعالية المنتج من أجل تحريك حماسة الناس للشراء. سيغادر «الطبيب» المدينة قبل اكتشاف الزبائن لخديعته. هذه الممارسات تسمى أيضا احتيال وممارسيها يطلق عليهم «المحتالين»..

## من العلاج الشافي تمامًا إلى الدجل

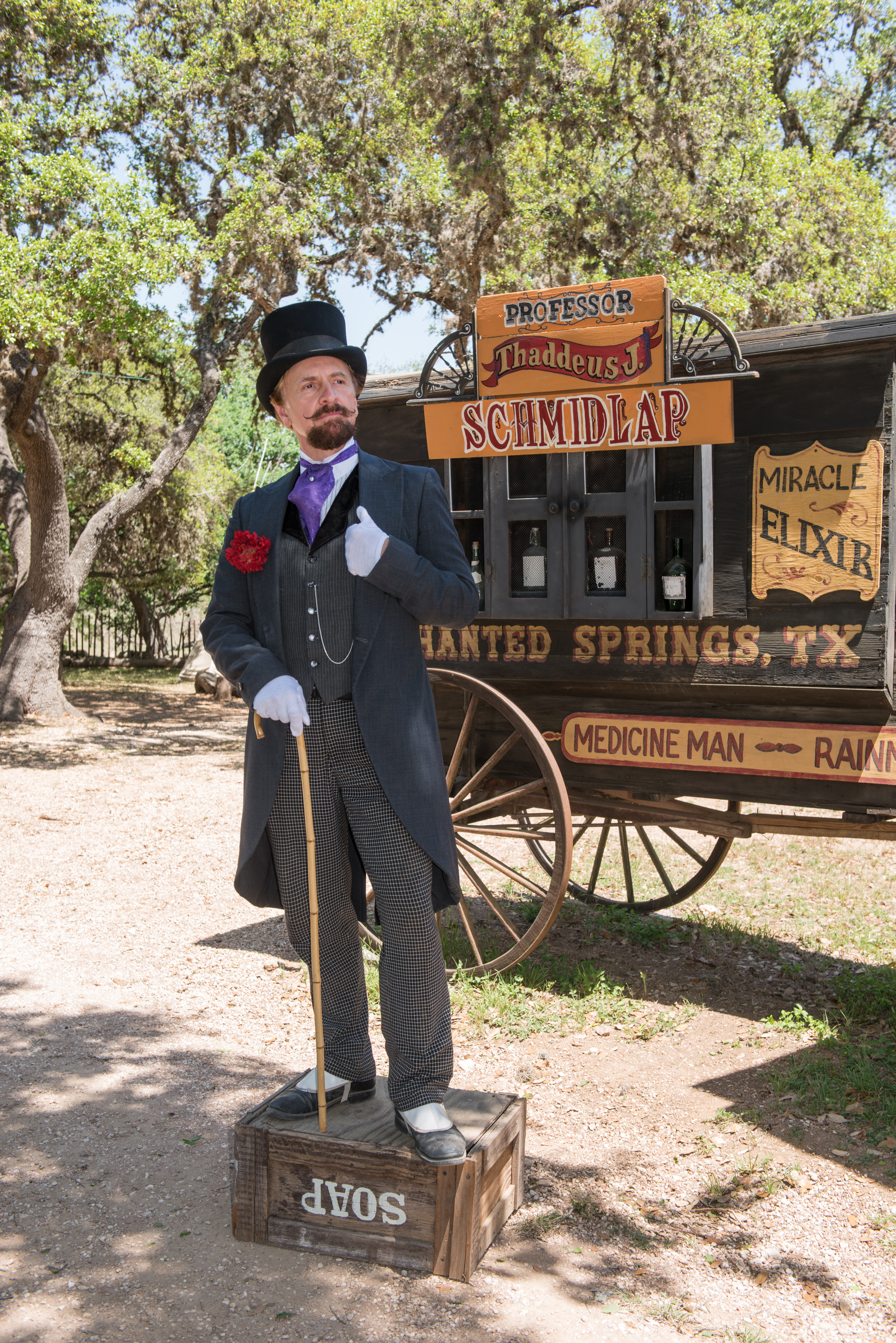
بروفيسور تداوس اشميدلاب (المترجم التاريخي روس نيلسون)، بائع زيت الثعبان المقيم في مزرعة الينابيع المسحورة وحديقة الغرب القديم ، مكان للاحتفالات الخاصة والأفلام والأعمال التليفزيونية التجارية التي أقيمت في بويرن، تكساس، شمال غربي مدينة سان أنطونيو

أصدرت محكمة المقاطعة الأمريكية في تقرير لعام 1917 لولاية رود آيلاند قرارًا بغرامة 20 دولار على كلارك استانلي لسوء التسويق التجاري لماركته «مرهم كلارك استانلى من زيت الثعبان»
تركيبة أدوية زيت الثعبان يختلف بشكل ملحوظ بين المنتجات.
زيت ثعبان استانلي ـ الذي أنتجه كلارك استانلي، الملقب بـ «ملك الأفعى الجرسيّة»، تم اختباره من قبل حكومة الولايات المتحدة ووجدت أنه يحتوى 
• الزيوت المعدنية
• 1٪ زيت الدهنية (يفترض أن تكون الدهون لحوم البقر)
• الفلفل الأحمر
• زيت التربنتين
• كافور
وهذا مشابه في تكوينه لمراهم الكبسايسين ودلاكات الصدر في العصر الحديث. ولم يظهر أن أحد مكونات الزيت مستخلصة من أي ثعبان حقيقي.
أقامت الحكومة دعوى قضائية ضد منتج كلارك استانلي لسوء التسويق والإتجار بالمنتج، وربحت القضية بالحكم بغرامة 20 دولار ضد استانلي. سريعًا بعد الحكم، أصبح «زيت الثعبان» مرادفا للعلاج الكاذب وأصبح «بائع زيت الثعبان» شعارًا للمشعوذين. 

## التطبيقات الحديثة
يستمر تسويق العديد من المنتجات الصحية الحديثة بأنها تستخدم تقنيات ارتبطت سابقًا بزيت الثعبان. يتضمن التسويق واجهات المحلات ومحلات البيع بالتجزئة والباعة الجوالون؛ كالمنتجات العشبية أو المكملات الغذائية أو وعاء الغناء التبتي (المستخدم في عملية التئام الجروح). الادعاءات التي تقول بأن هذه المنتجات هي من نتاج علمي أو أنها منتجات صحية أو طبيعية هي ادعاءات مشكوك بها.
لا يوجد هناك تقارير معروفة عن زيت الثعبان في الولايات المتحدة أو أوروبا تتضمن أي أثر لمستخلص فعلي من الثعبان (على عكس زيت الثعبان في الطب الصيني التقليدي). زيت الثعبان في الثقافة الغربية هو باناسيا مزيفة، إلا أنه بشكل عام أقل خطورة من أدوية مزيفة أخرى تحتوي على مكونات مُسكرة أو خطرة. مع ذلك، يمثل زيت الثعبان نوع من الاحتيال الذي يغطي على العقاقير المُسكرة التي تباع في العروض الطبية. لا يزال العديد منهم متوفرًا اليوم، إلا أنهم قد يكونوا مصنعين من قِبل شركات دوائية ويتطلبون وصفة طبية ويخضعون للقوانين الحكومية.

## وصلات خارجية
غاندي، لاكشمي (26 أغسطس 2013) A History Of 'Snake Oil Salesmen
تحويل كود، تم الاسترجاع 6 يوليو National Public Radio